# Кампітелло-ді-Фасса
Кампітелло-ді-Фасса (італ. Campitello di Fassa) — муніципалітет в Італії, у регіоні Трентіно-Альто-Адідже,  провінція Тренто.
Кампітелло-ді-Фасса розташоване на відстані близько 520 км на північ від Рима, 70 км на північний схід від Тренто.
Населення — 725 осіб (2014).

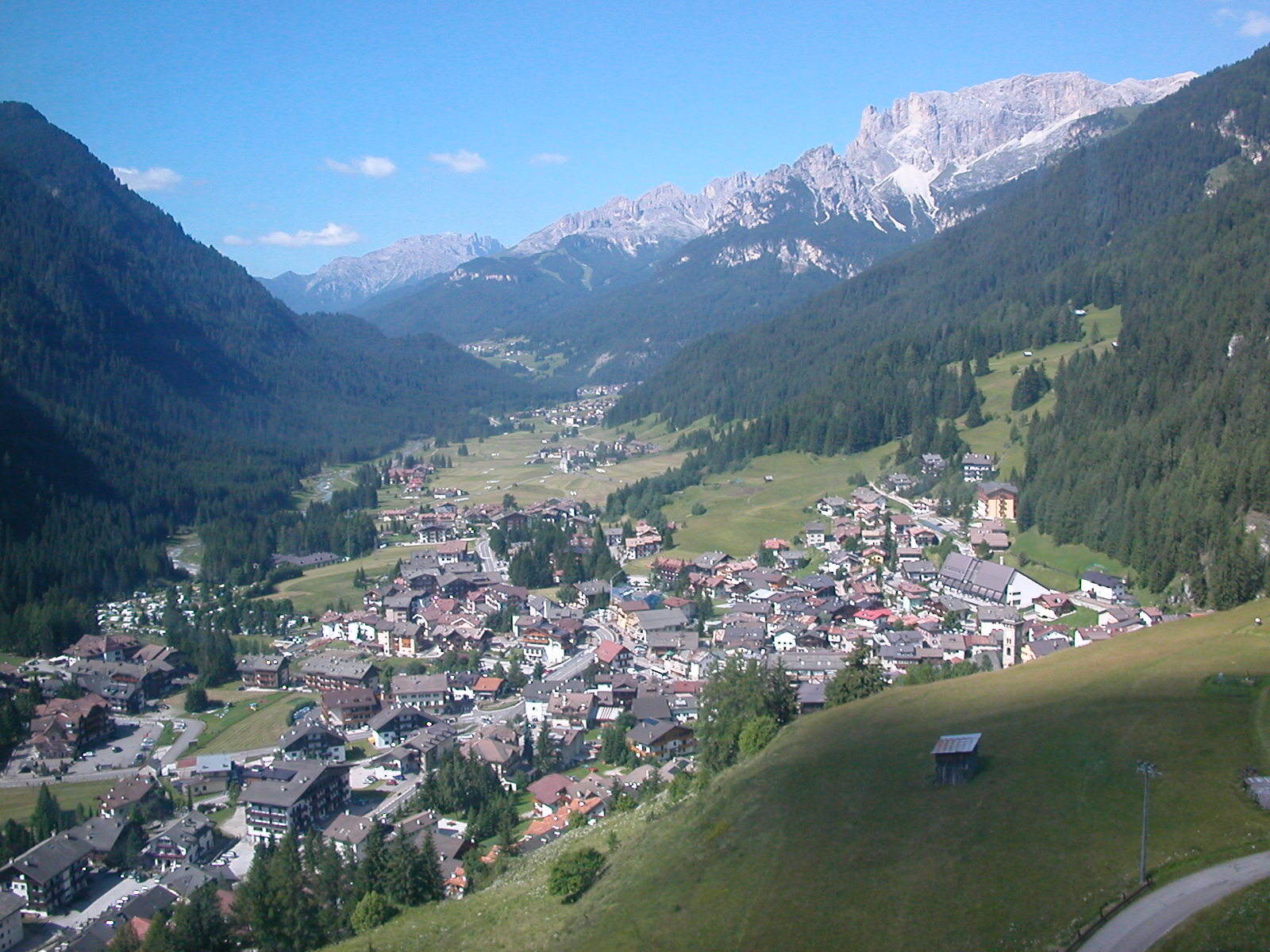

Щорічний фестиваль відбувається 11 травня. Покровитель — Филип.

## Демографія
Населення за роками:

Станом на 1 січня 2023 року в муніципалітеті офіційно проживало 36 іноземців з 15 країн, серед них 26 громадян країн Євросоюзу та 1 громадянин України.

## Сусідні муніципалітети
- Канацеї
- Кастельротто
- Маццин
- Санта-Кристіна-Вальгардена
- Сельва-ді-Валь-Гардена
- Тірес